# Louis Galewsky
Louis Galewsky (ur. 25 marca 1819, zm. 28 kwietnia 1895 we Wrocławiu) – niemiecki przemysłowiec pochodzenia żydowskiego.
Louis Galewsky był założycielem jednej z najbardziej znanych w XIX wieku wytwórni wódek i likierów w Niemczech - L. Galewsky & Co, której markowym produktem był likier o nazwie Breslauer Dom. Firma powstała w roku 1844 we Wrocławiu, z czasem otwarto jej filie w Berlinie i Gdańsku, lokal firmy serwujący produkowane przez nią trunki mieścił się we Wrocławiu przy ulicy Świdnickiej 36. Po śmierci założyciela nazwę firmy zmieniono na Louis Galewsky Aktiengesellschaft. Był ojcem znanego lekarza dermatologa Eugena Galewsky'ego i chemika Paula Galewsky'ego. Został pochowany na cmentarzu przy ulicy Ślężnej we Wrocławiu.

## Literatura
- Łagiewski Maciej: Wrocławscy Żydzi 1850-1944. Wrocław: Muzeum Historyczne we Wrocławiu, 1997. ISBN 83-905227-2-1. (pol.). Brak numerów stron w książce